# Kreševo
Kreševo város Bosznia-Hercegovinában, a Közép-boszniai kantonon belül található Kreševo község székhelye.

## Fekvése
Kreševo a Szarajevótól nyugatra elterülő alacsony hegyvidéken fekszik, Kiseljaktól 12 kilométerre délre. A mintegy 150 km²-es területű község 90%-át erdők borítják.

## Történelme
A római hódítás idején, az i. sz. 1. századtól a 3. századig a mai Kreševo vidékén vasat, ezüstöt és arzént bányásztak. Vélhetően ekkor alapították a mai település elődjét, egy bányászoknak otthont adó vicust, de a régészek feltételezése szerint mezőgazdasággal foglalkozó népesség is megtelepült a tájon, és létrehozta a maga villa rusticáit. A késő ókorból azonban csak néhány régészeti lelet ismert, így például a Vranci közelében húzódó római út 200 méteres szakasza, Kreševónál egy ókori szekérút maradványai, valamint néhány épülettöredék, köztük egy koszorúdíszes sarokkő, amely ma a kreševói városháza előtt található.

## Népessége
Az 1991-es népszámlálás alapján a lakosság nemzetiségi megoszlása a következő volt:
- horvátok: 4714 (70,03 %)
- bosnyákok: 1531 (22,74 %)
- szerbek: 34 (0,50 %)
- jugoszlávok: 251 (3,72 %)
- egyéb: 201 (3,01 %)

2003-as hivatalos becslések alapján ez az alábbiak szerint módosult:
- horvátok: 3218 (80,29 %)
- bosnyákok: 790 (19,71 %)

## Nevezetességei
A kreševói ferencesek Szent Katalin-kolostora évszázadok óta meghatározza a helyi közösség életét. Épülete 2003 óta műemléki védelmet élvez, ma múzeumnak, könyvtárnak és művészeti galériának is otthont ad. Szemináriumának híres tanulója volt az albánok nemzeti költője, Gjergj Fishta.

### Nevezetes kreševóiak
- Branko Okić labdarúgó, labdarúgóedző.

## Fordítás
- Ez a szócikk részben vagy egészben  a   Kreševo című német Wikipédia-szócikk ezen változatának fordításán alapul.  Az eredeti cikk szerkesztőit annak laptörténete sorolja fel. Ez a jelzés csupán a megfogalmazás eredetét és a szerzői jogokat jelzi, nem szolgál a cikkben szereplő információk forrásmegjelöléseként.